# Крејн (Индијана)
Крејн (енгл. Crane) град је у америчкој савезној држави Индијана.

## Демографија
По попису из 2010. године број становника је 184, што је 19 (-9,4%) становника мање него 2000. године.
| Група             | 2000.       | 2010.       |
| Белци             | 196 (96,6%) | 178 (96,7%) |
| Афроамериканци    | 0 (0,0%)    | 0 (0,0%)    |
| Азијати           | 1 (0,5%)    | 6 (3,3%)    |
| Хиспаноамериканци | 1 (0,5%)    | 0 (0,0%)    |
| Укупно            | 203         | 184         |